# Samuel McCluskie
Samuel Joseph McCluskie est un chef syndical britannique (11 août 1932 - 15 septembre 1995). Il fut le secrétaire général du Syndicat national des marins britanniques (1986-1990), membre du conseil exécutif du syndicat des ouvriers des Chemins de fer, des transports maritimes et urbains de 1990 à 1991 et membre du comité exécutif du Parti Travailliste de 1974 à 1995 (son trésorier de 1984 à 1992) puis chef du Parti travailliste en 1983.